# Distretto elettorale di Sesfontein
Il distretto elettorale di Sesfontein è un distretto elettorale della Namibia situato nella Regione del Kunene con 8.434 abitanti al censimento del 2011. Il capoluogo è la città di Sesfontein.